# Leuning

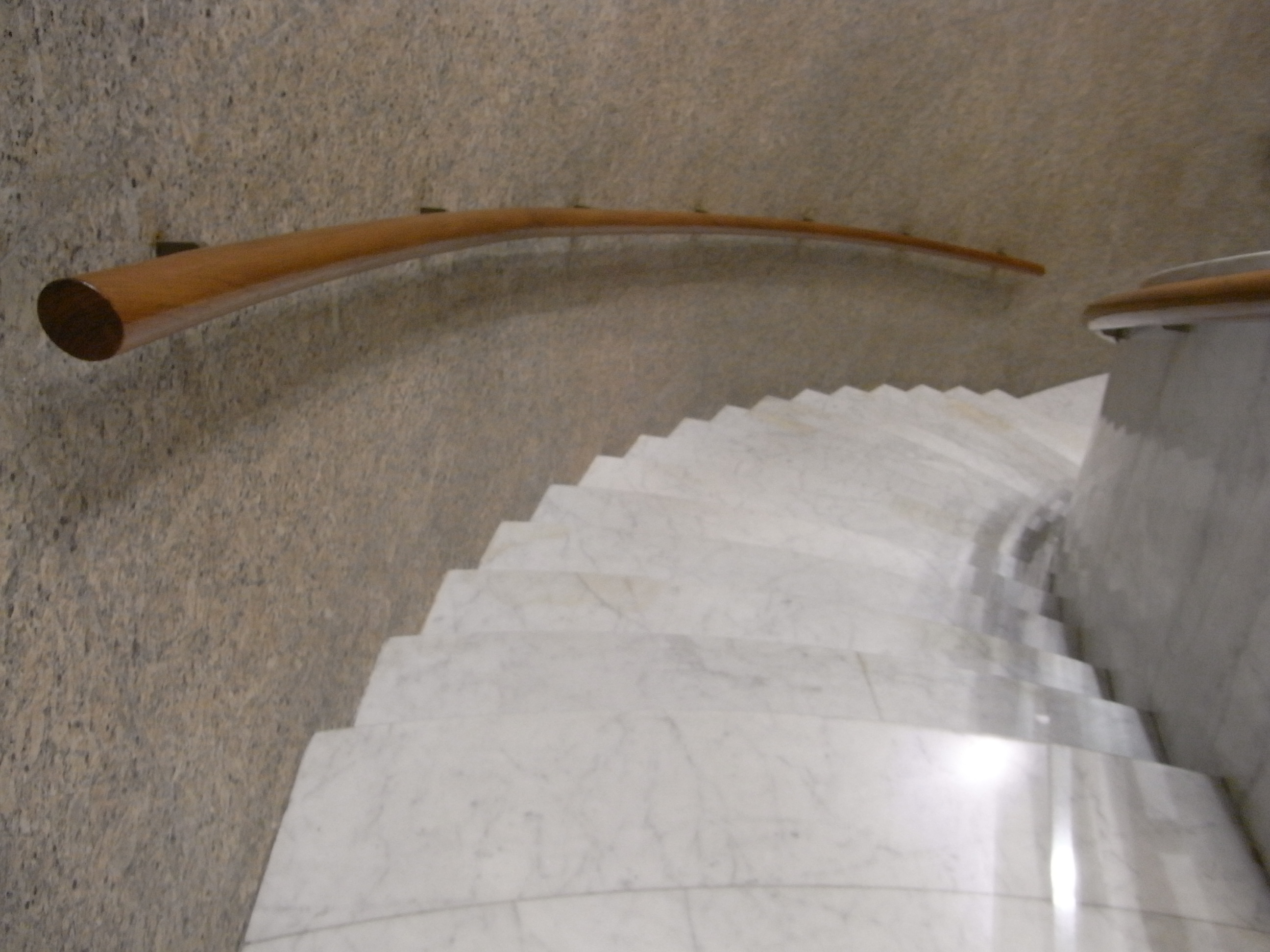
Leuning bij een trap die direct aan de muur is bevestigd

Een leuning is een stevige balk, strip of soms touw, waaraan men met een hand steun of stabiliteit kan vinden. Hij wordt toegepast langs looproutes waar het wandelen (enigszins) risicovol is, bijvoorbeeld bij het klimmen of dalen of op gladde oppervlaktes. De leuning voorkomt zo dat men zich bezeert of blesseert door vallen, en biedt de mogelijkheid het lopen met de arm te ondersteunen.
De leuning is vaak bevestigd aan de bovenzijde van een balustrade, maar kan ook direct in een aangrenzende wand zijn bevestigd. Typische plaatsen waar men leuningen vindt, zijn langs een trap (trapleuning), brug (brugleuning) of een steil wandelpad.
Leuningen zijn er in vele soorten en maten. De meeste leuningen zijn gemaakt van hout of rvs. De meest voorkomende leuningen zijn rond, rechthoekig of sleutelgat vorm. De buiging van de leuning bij een trap is erg belangrijk. Hiermee wordt de veiligheid van de trap geoptimaliseerd. Een brede trap heeft soms niet alleen aan de zijkanten, maar ook tussenin een trapleuning.
Een leuning is ook de achterkant van een stoel of bank, die de rug steun geeft. Armleuningen kunnen aangebracht zijn om de onderarm bij het zitten op te laten rusten.

## Afbeeldingen

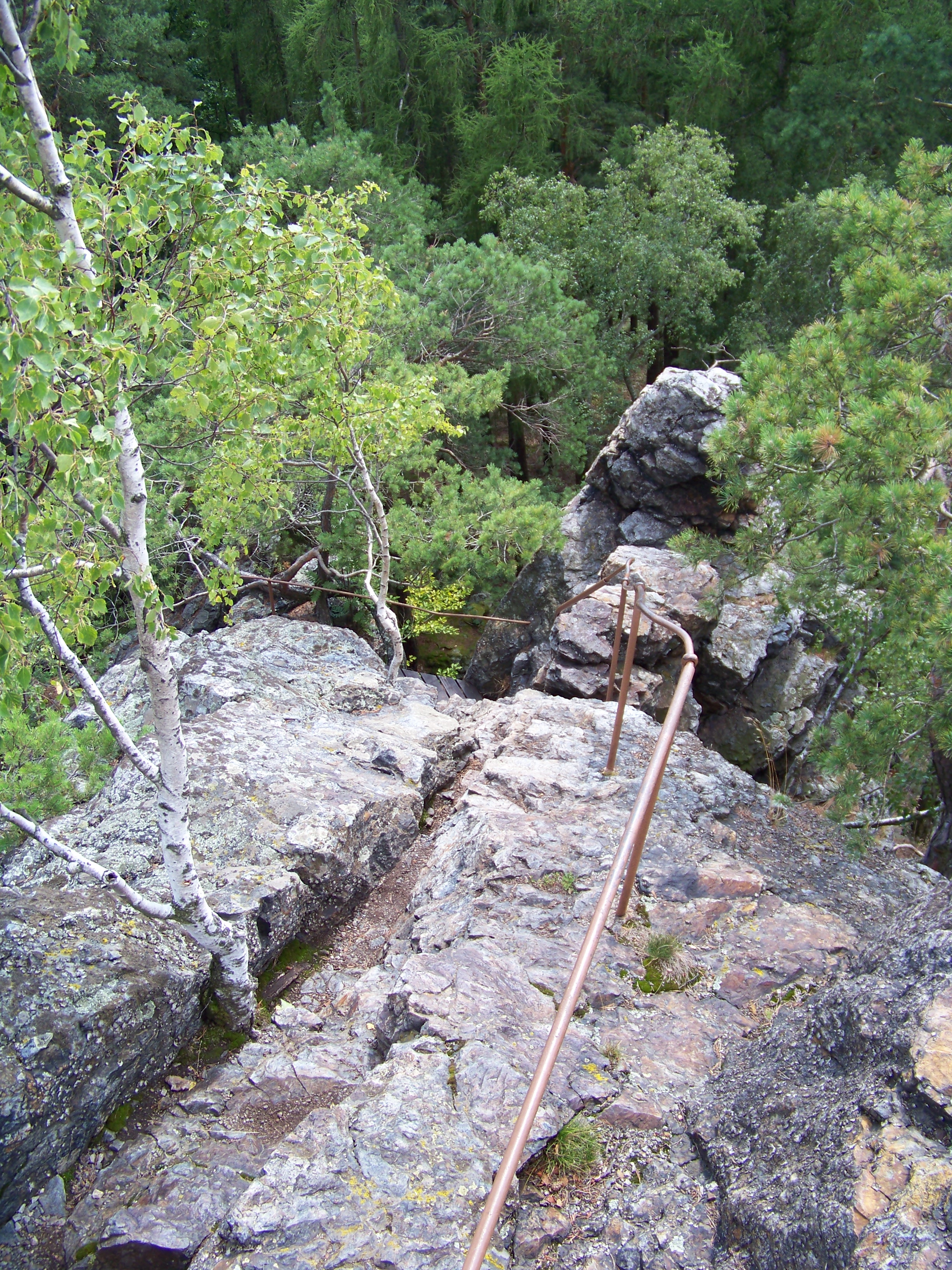
Leuning langs een bergpad
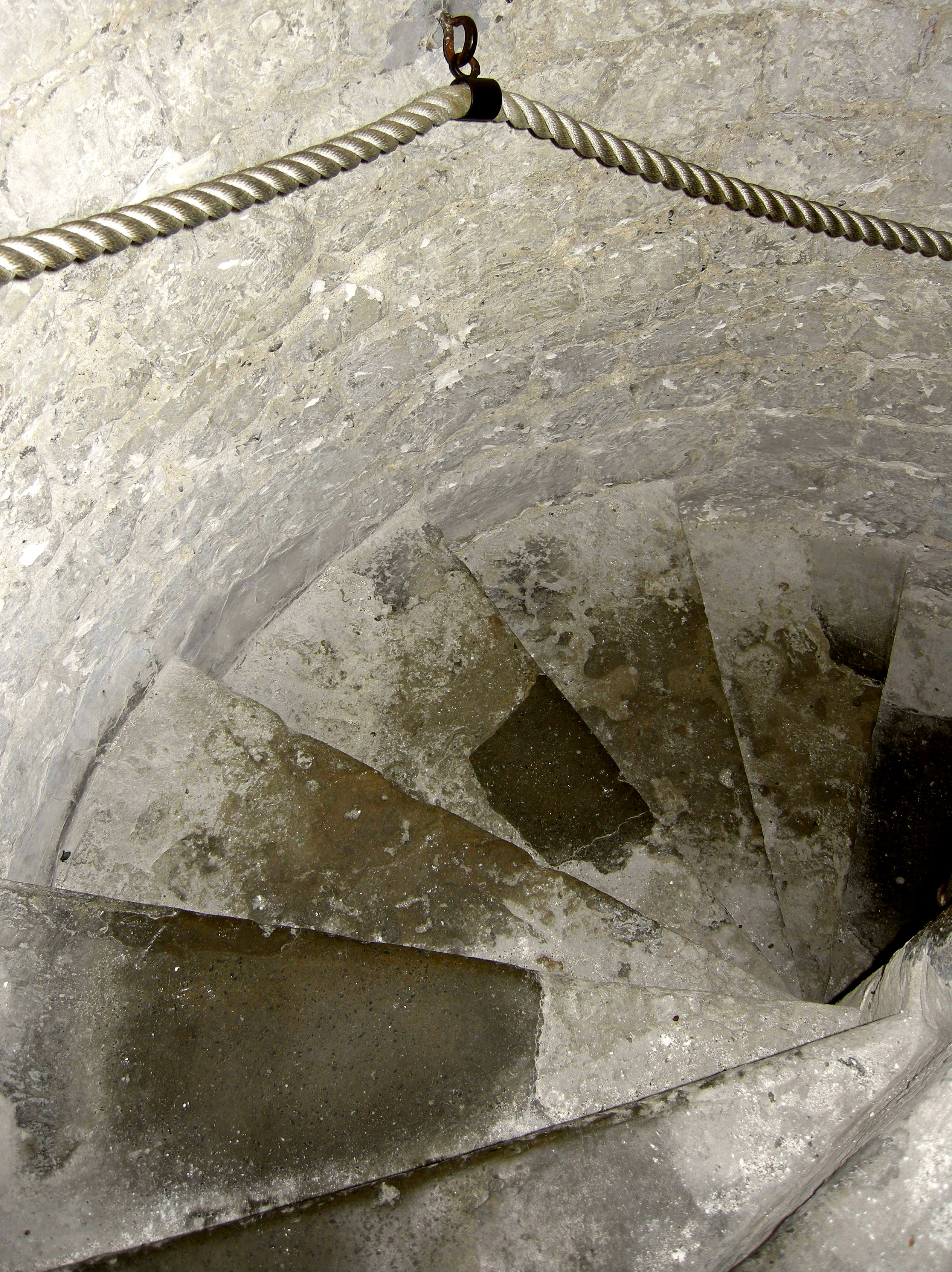
Een touw als leuning
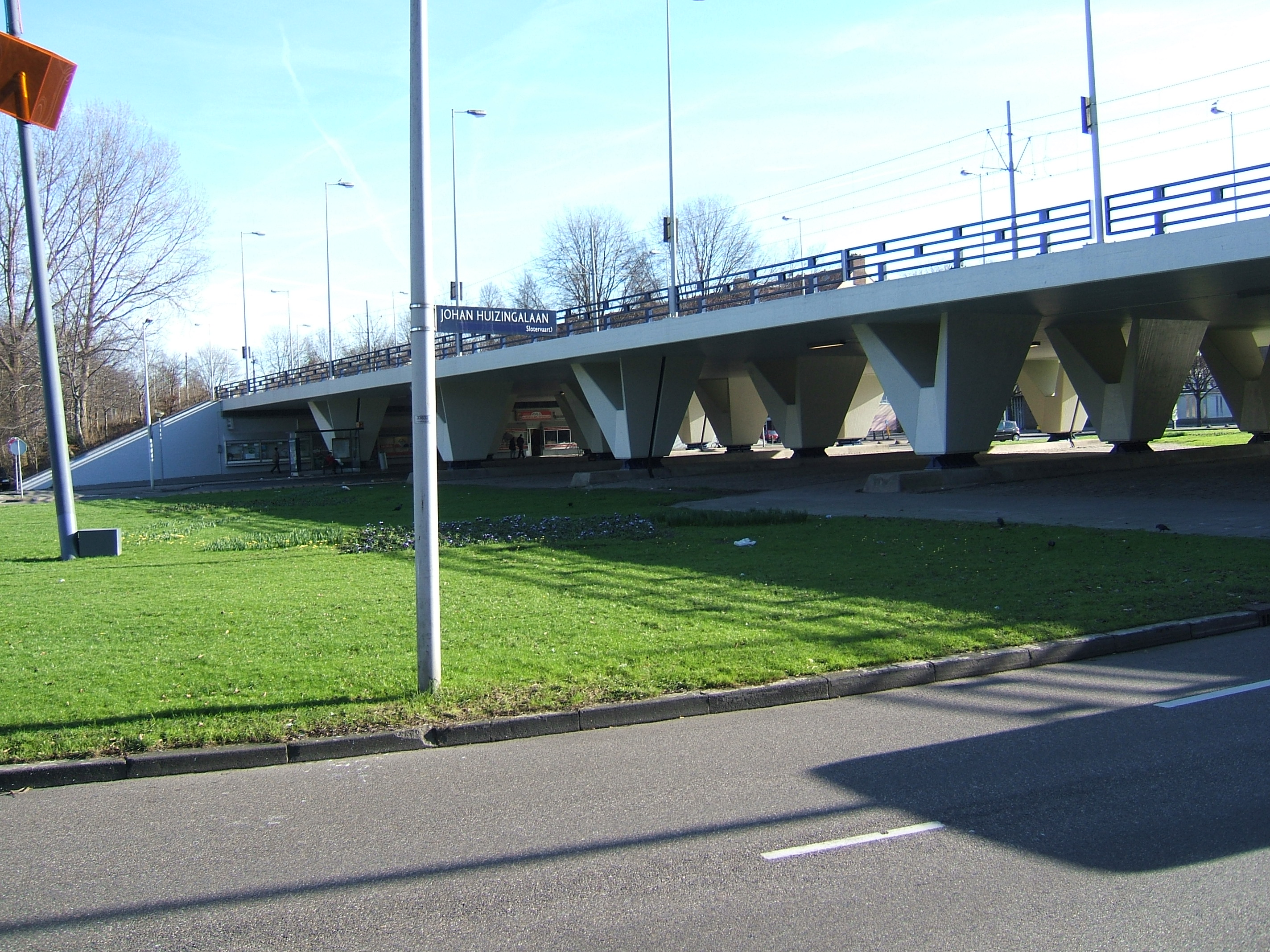
Brug met brugleuning
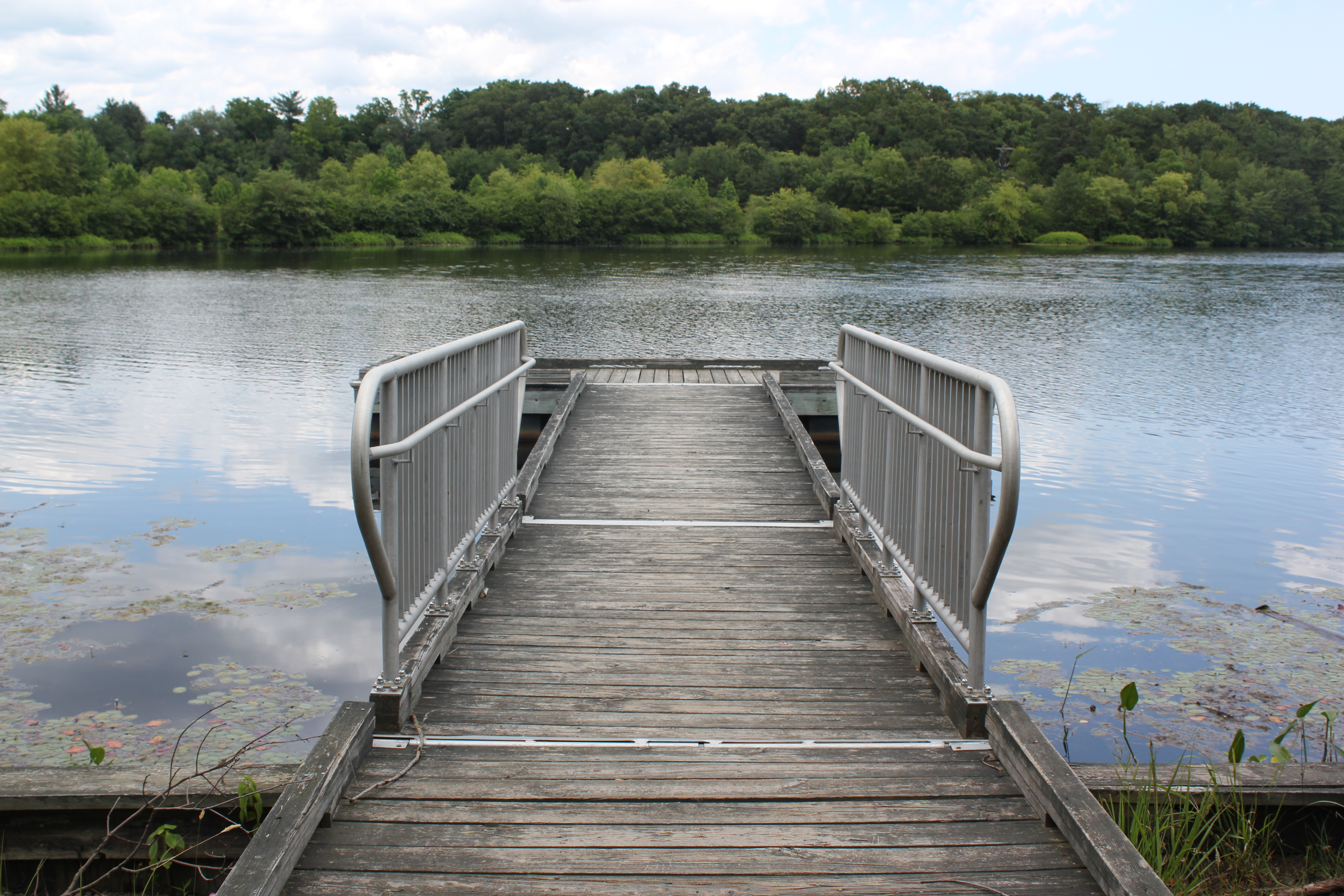
Leuningen langs een valreep